# Campista esquerdo

A posição do Campista Esquerdo.

Campista esquerdo (português brasileiro) ou defesa esquerdo (português europeu) (em inglês left fielder, sigla LF) é um defensor externo no beisebol que joga na defesa do campo esquerdo. Campo esquerdo é a área do campo externo que fica à esquerda da home plate. No sistema de numeração defensiva usado na marcação dos jogos, o campista esquerdo é assinalado com o número 7.